# نادر السيد
نادر السيد النحاس (مواليد 31 ديسمبر 1972، قرية كفر الصلاحات، مركز بني عبيد، الدقهلية، مصر) هو لاعب كرة قدم مصري يلعب في مركز حراسة المرمى. لعب لناديي الأهلي والزمالك واحترف في بلجيكا واليونان، كما لعب لأندية جولدي والمصري والاتحاد السكندري وانتهت مسيرته في نادي إنبي. شارك مع منتخب مصر في أكثر من 100 مباراة. اشتهر بمهارته في التصدي لركلات الجزاء وحاز على العديد من البطولات المحلية والإقليمية ولكن تظل بطولة كأس الأمم الأفريقية لكرة القدم 1998 ببوركينافاسو هي الأبرز.

## الألقاب
منتخب مصر
- كأس الأمم الأفريقية 1998
- كأس العرب 1992
- بطولة أفريقيا للشباب 1991

الزمالك
- كأس أفريقيا للأندية البطلة 1993
- كأس أفريقيا للأندية البطلة 1996
- كأس السوبر الأفريقي 1994
- كأس السوبر الأفريقي 1997
- الدوري المصري الممتاز 1991–92
- الدوري المصري الممتاز 1992–93

كاس الافرواسيوية 1996 1997
الأهلي
- دوري أبطال أفريقيا 2005
- دوري أبطال أفريقيا 2006
- الدوري المصري الممتاز 2005–06
- كأس مصر لكرة القدم 2005–06
- كأس السوبر المصري 2005–06
- كأس السوبر الأفريقي 2005

فردية
- أفضل حارس مرمى في كأس الأمم الأفريقية في بطولتي 1998 و2000.
- أفضل حارس مرمى في بطولة أفريقيا للشباب 1991
- أفضل حارس مرمى عربي 1992
- أفضل حارس مرمى مصري 1992-1998

## روابط خارجية
- نادر السيد على موقع الاتحاد الدولي (مؤرشف)  (الإنجليزية)
- نادر السيد على موقع الاتحاد الأوربي (الإنجليزية)
- نادر السيد على موقع قاعدة بيانات كرة القدم.إي يو (الإنجليزية)
- نادر السيد على موقع ناشيونال فوتبول تيمز (الإنجليزية)
- نادر السيد على موقع عالم كرة القدم.نت (الإنجليزية)
- نادر السيد على موقع أوليمبيديا (الإنجليزية)